# Crabier à ventre roux
Ardeola rufiventris
Espèce
Répartition géographique
Statut de conservation UICN

 LC  : Préoccupation mineure
Le Crabier à ventre roux (Ardeola rufiventris) est une espèce d'oiseau de la famille des ardéidés qui se retrouve en Afrique subsaharienne.

## Distribution
Ce crabier se retrouve en Ouganda, au Kenya, en Tanzanie, au Rwanda, au Burundi, en République démocratique du Congo, en Angola, en Zambie, au Malawi et au Mozambique.

## Habitat
Il fréquente les plaines herbeuses périodiquement inondées, les roselières et les rives des plans d’eau.

## Nidification
Le crabier à ventre roux niche dans les roseaux (Phragmites, Cyperus) ou dans un arbre ou un arbuste (Aeschynomene, Ficus, Acacia) souvent avec la base inondée.  Il niche dans des colonies de 6 à 30 couples, parfois plus.  Les colonies sont parfois mêlées avec d’autres espèces, comme le Héron pourpré, le Marabout d'Afrique ou le Tantale ibis.  Le nid est généralement placé entre 0,5 à 4 mètres au-dessus de l’eau.  Le nombre d’œufs varie entre 1 et 4.